# Tekstilkent Plaza
Le Tekstilkent Plaza est un gratte-ciel de la ville d'Istanbul, en Turquie. 

## Description
Le bâtiment a été conçu par la société OVA Design. Sa construction s'est terminée en 1999, il comporte 44 étages et est haut de 168 mètres. 
Le bâtiment est composé de deux blocs identiques, nommés Tekstilkent 1 et Tekstilkent 2.